# Tricoryna punctulativentris
Tricoryna punctulativentris är en stekelart som först beskrevs av Girault 1928.  Tricoryna punctulativentris ingår i släktet Tricoryna och familjen Eucharitidae. Inga underarter finns listade i Catalogue of Life.